# État de Junagadh
1735–1948
Entités précédentes :
- Raj britannique

Entités suivantes :
- Inde

Junagadh est une ancienne nababie et État princier des Indes, située dans l'actuel État indien du Gujarat. Il occupait la portion sud-ouest de la péninsule de Kâthiâwar, rayonnant autour de la ville de Junâgadh, sa capitale. Ses nabâbs sont des Babai (en), des membres d'une tribu pachtoune originaire de l'Afghanistan méridional (dont le Zaboulistan), connue en Inde sous le nom de Babi et présente essentiellement dans le Goudjerate.

## Histoire

Pavillon civil

Lors de l'indépendance de l'Inde britannique et dans la partition qui suivit, le souverain ou nawab, musulman, Mohammad Mahabat Khanji III choisit de rejoindre le Pakistan, comme autorisé dans l'accord de partition des Indes. Le 15 septembre 1947, l'instrument d'adhésion est signé et transmis au gouvernement du Pakistan qui accepte officiellement son adhésion.
Ses sujets, majoritairement des Gujaratis hindous, réclamèrent le rattachement à l'Inde et se soulevèrent contre lui, instaurant un gouvernement provisoire. L'armée indienne occupa le territoire de la principauté.
Le 10 février 1948, un plébiscite fut organisé sous occupation indienne durant lequel, selon les résultats officiels, 99 % de la population demanda à rejoindre l'Inde.

## Liste des nawabs
- 1735 - 1758 : Mohammad Bahadur Khanji I (bn)
- 1758 - 1774 : Mohammad Mahabat Khanji I (bn)
- 1774 - 1811 : Mohammad Hamid Khanji I (bn) (1766-1811)
- 1811 - 1840 : Mohammad Bahadur Khanji II (bn) (1795-1840)
- 1840 - 1851 : Mohammad Hamid Khanji II (bn) (1828-1851)
- 1851 - 1882 : Mohammad Mahabat Khanji II (en) (1838-1882)
- 1882 - 1892 : Mohammad Bahadur Khanji III (en) (1856-1892)
- 1892 - 1911 : Mohammad Rasul Khanji (en) (1858-1911)
- 1911 - 1948 : Mohammad Mahabat Khanji III (en) (1900-1959)

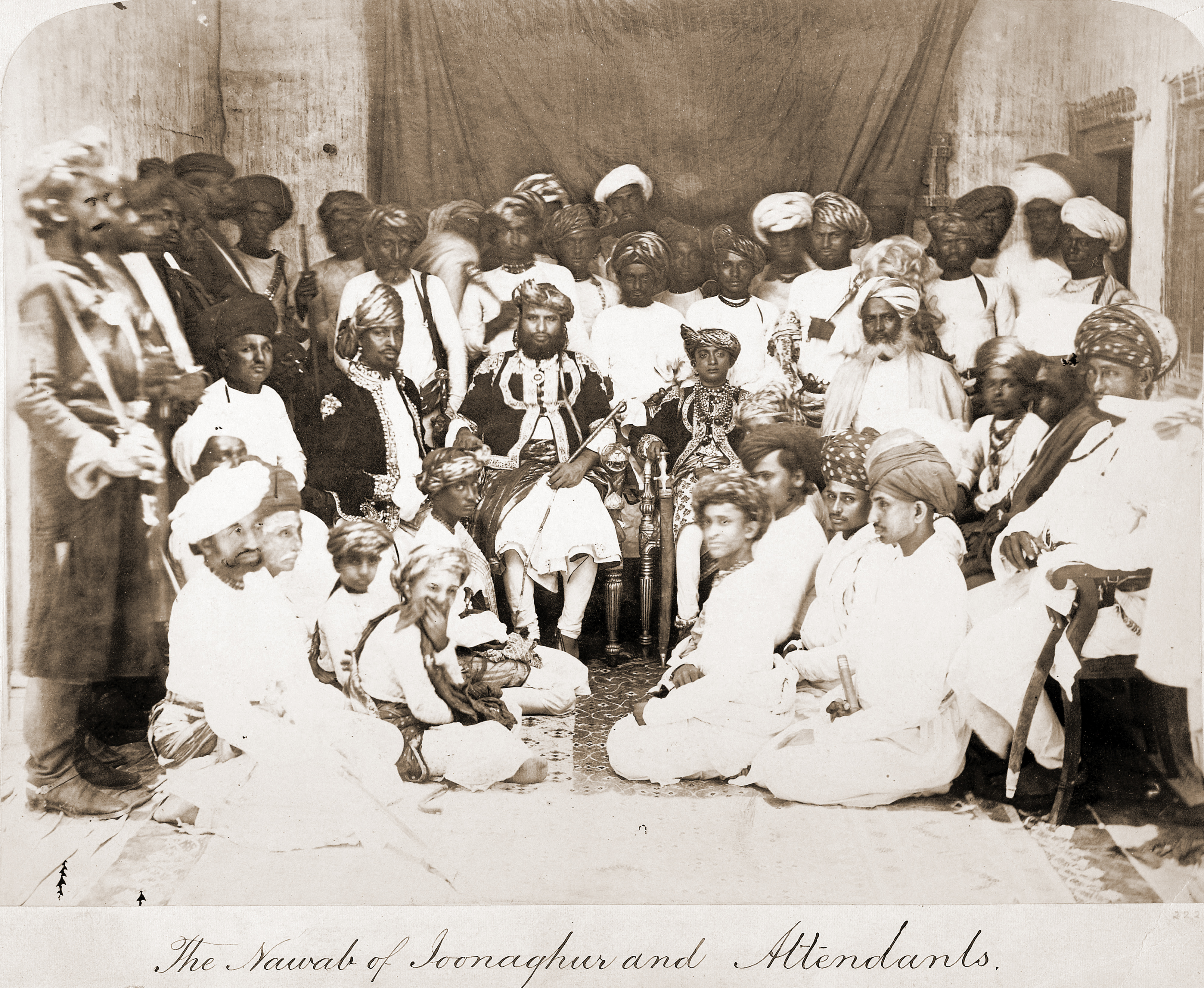
Mohammad Mahabat Khanji II, nawab de Junâgadh, 1870
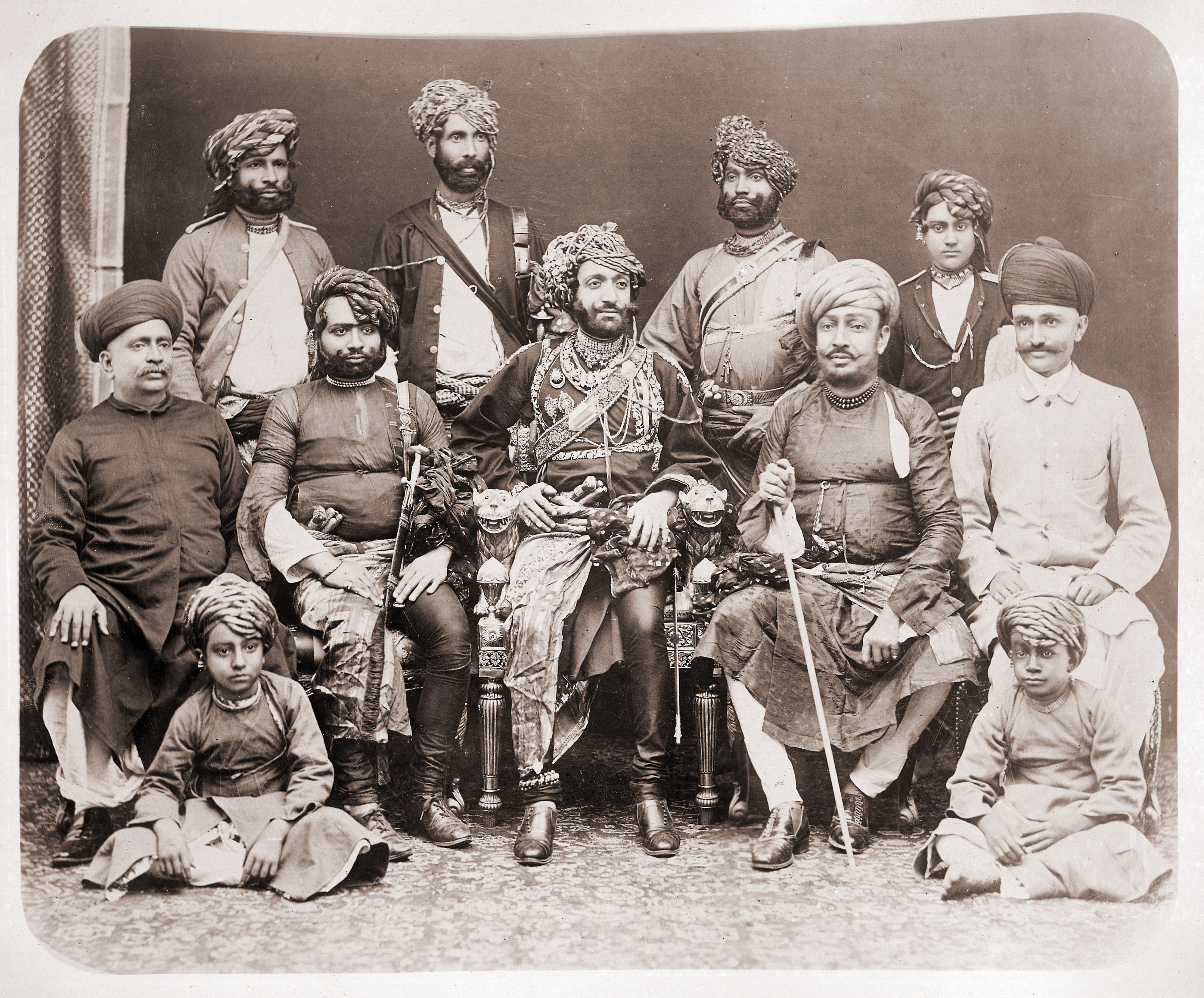
Mohammad Bahadur Khanji III, nawab de Junâgadh, 1880
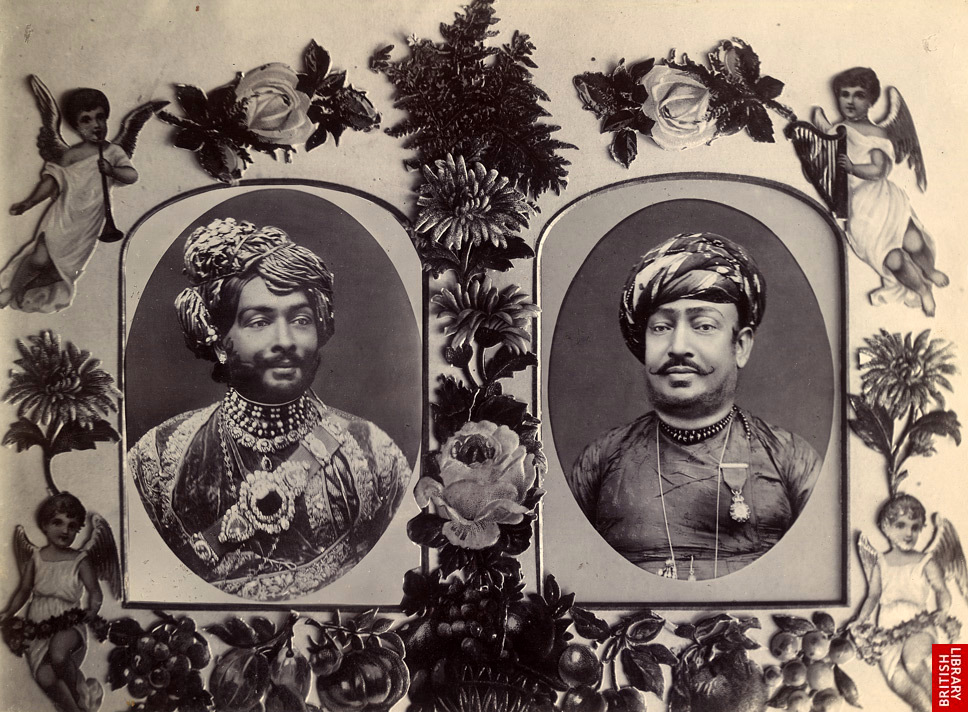
Mohammad Bahadur Khanji III et le vizir Bahaduddinbhai Hasainbhai, 1890
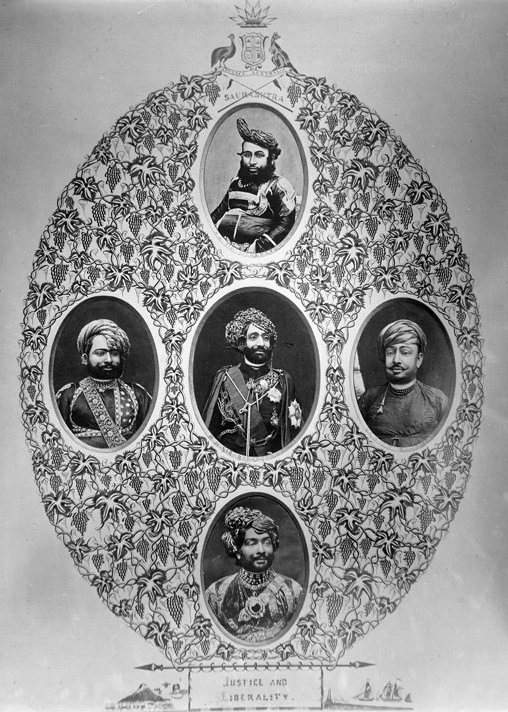
Nawabs de Junâgadh et fonctionnaires de l'État, XIXe siècle. En haut : Mohammad Mahabat Khanji II, au centre : Mohammad Bahadur Khanji III, en bas : Mohammad Rasul Khanji, à gauche : personnage non identifié et à droite : le vizir Bahaduddinbhai Hasainbhai